# Redwood (Oregón)
Redwood es un lugar designado por el censo ubicado en el condado de Josephine en el estado estadounidense de Oregón. En el año 2000 tenía una población de 5,844 habitantes y una densidad poblacional de 466 personas por km².

## Geografía
Redwood se encuentra ubicado en las coordenadas 42°25′13″N 123°22′53″O / 42.42028, -123.38139.

## Demografía
Según la Oficina del Censo en 2000 los ingresos medios por hogar en la localidad eran de $33,310 y los ingresos medios por familia eran $36,922. Los hombres tenían unos ingresos medios de $29,750 frente a los $21,270 para las mujeres. La renta per cápita para la localidad era de $15,025. Alrededor del 12.8% de la población estaban por debajo del umbral de pobreza.